# Jonas Olsson (ciclista)
Jonas Olsson es un ciclista profesional sueco, nacido el 10 de enero de 1980. Fue profesional de 2001 a 2003. Especialista en contrarreloj, fue campeón nacional de esta disciplina dos veces.

## Palmarés
2001
- Campeonato de Suecia Contrarreloj

2002
- Campeonato de Suecia Contrarreloj
- 3º en el Campeonato de Suecia en Ruta
- Campeonato Europeo Contrarreloj sub-23

2003
- 2º en el Campeonato de Suecia Contrarreloj